# Tatort: Gestern war kein Tag
Gestern war kein Tag ist ein Fernsehfilm aus der Krimireihe Tatort. Der vom Bayerischen Rundfunk produzierte Beitrag wurde am 5. Juni 2011 im Ersten Programm der ARD erstgesendet. Für die Kommissare Batic und Leitmayr (Miroslav Nemec und Udo Wachtveitl) ist es ihr 59. gemeinsamer Fall.

## Handlung
Max Lasinger wird von seiner Schwiegertochter Karin Lasinger betreut, seit bei ihm die Anzeichen einer Demenzerkrankung festgestellt worden sind. Karin Lasinger ist zusammen mit ihrem Sohn Tobias ins Haus ihres Schwiegervaters gezogen. Max Lasinger führte vor seiner Erkrankung eine seit langem im Familienbesitz befindliche Glaserei, die seit nunmehr drei Jahren wegen mangelnder Aufträge geschlossen ist. Zu seinem Sohn Bernd hat der alte Mann kein gutes Verhältnis. Der Sohn weigerte sich seinerzeit auch, sich mit um den Vater zu kümmern. Als die Kriminalkommissare Franz Leitmayr und Ivo Batic von Karin Lasinger gerufen werden, finden sie im alten Werkstattgebäude einen in einer Blutlache liegenden Toten, der sich als Bernd Lasinger entpuppt. Die Beamten sind verwundert, dass Karin Lasinger das bei ihrem Anruf nicht erwähnt hat und auch irritiert über die Aussage von Max Lasinger, dass er seinen eigenen Sohn nicht erkannt haben will. Der alte Mann gesteht die Tat, ist aber davon überzeugt, einen Einbrecher vor sich gehabt zu haben. Als einen Tag später eine Meldung eingeht, dass Max Lasinger verschwunden sei, findet Batic ihn auf der Toilette eines Kaufhauses, wo er sich eingeschlossen hat und die Tür nicht mehr öffnen kann. Der Kommissar klettert in die Kabine, wo er Lasinger mit heruntergelassener Hose vorfindet. Der alte Mann fragt immer wieder nach einer Dana, woraufhin Batic wissen will, wer diese Dana sei.
Bei einer Besichtigung von Bernd Lasingers Wohnung sind die Kommissare überrascht, dass sie ganz und gar nicht den Eindruck macht, als wohne hier jemand, der jeden Pfennig hat umdrehen müssen, wie Karin Lasinger in einem Gespräch mit den Kommissaren hat durchblicken lassen. Außerdem fallen ihnen diverse Fotos von Mädchen auf, auf die sie sich keinen Reim machen können. Weitere Ermittlungen ergeben, dass Lasinger kurz vor seinem Tod mit dem Rechtsanwalt Stefan Roggendorf, der als Anwalt für Max Lasinger auftritt, und einem gewissen Georg Weingärtner telefoniert hat. Stutzig wird Batic auch, als Karin Lasinger ihm auf seine Frage, wer denn jene Dana sei, nach der ihr Schwiegervater immer frage, antwortet, das sei der Name ihrer toten Schwiegermutter, als er später auf dem Friedhof den Namen „Annemarie“ auf Frau Lasingers Grabstein liest. 
Um weitere Informationen über den Verlauf einer Demenz zu erhalten, wendet sich Leitmayr an den Neurologen Dr. Neuhaus. Dieser erklärt ihm, dass noch nicht einmal die Wissenschaft feststellen könne, ob ein Demenzkranker tatsächlich dement sei oder nur simuliere. Später werden die Kommissare Zeugen, wie er Max Lasinger fragt, welcher Wochentag gestern gewesen sei, und die Antwort bekommt, dass gestern kein Tag gewesen sei, gestern sei sein Sohn gestorben. Bei einer erneuten Befragung von Karin Lasinger rückt sie endlich damit heraus, dass Dana eine Frau aus Warna in Bulgarien ist, die ihr Mann Bernd ihr vermittelt habe und die sich rund um die Uhr um ihren Schwiegervater gekümmert habe. Eine deutsche Pflegerin sei viel zu teuer, das könne doch niemand aufbringen, fügt sie hinzu. Auf Batics Frage, wo Dana jetzt sei, antwortet sie, sie sei nach Hause gefahren, da ihr Kind krank sei. Da man ihr nicht glaubt, wird nach Dana gesucht, und man findet sie im Keller des Geschäftes, in dem Karin Lasinger arbeitet. Kurz darauf gesteht Tobias Lasinger urplötzlich den Mord an seinem Vater. Bei einer Vernehmung durch Leitmayr sagt er aus, gesehen haben zu wollen, wie sein Vater Dana begrabscht habe. Er sei dazwischengegangen, und dabei sei es passiert. Zeitgleich vernimmt Batic Dana, die ihm erzählt, dass sie 1000 Euro monatlich von Karin Lasinger erhalten habe, wovon ihr Bernd Lasinger sofort wieder 200 Euro abgenommen habe. Diesen Monat jedoch habe sie das Geld wegen einer Erkrankung ihrer Tochter selbst gebraucht, was Lasinger nicht habe einsehen wollen, er habe brutal reagiert und sie an die Wand gedrückt. Tobias Aussage stellt sich letztendlich als falsch heraus, da er auf einen Trick der Kommissare hereinfällt und behauptet, seinen Vater mit einem Hammer erschlagen zu haben. Den hatten die Kommissare jedoch vor einer Tatortbegehung in der Werkstatt deponiert. Eine Obduktion Lasingers hat ergeben, dass er nicht an der ihm zugefügten Kopfverletzung gestorben ist, sondern erstickt wurde. Jemand hat ihm mit irgendetwas aus Kaschmirwolle Mund und Nase zugehalten. Über Dr. Neuhaus erhält Batic weitere Informationen über in Perlach illegal beschäftigte Pflegekräfte, die Demenzkranke betreuen. Von der Ärztin Dr. Christine Seifert, der Lebensgefährtin des Anwalts Roggendorf, der sie die Fotos der Frauen aus Lasingers Wohnung vorlegen, wollen die Kommissare wissen, welche der Frauen sie mit einer tiefen Schnittwunde aufgesucht habe, erhalten aber eine nichtssagende Auskunft. Erst Tobias Lasinger bricht sein Schweigen und sagt den Kommissaren, wo sie die Frau finden könnten. Sie arbeite für Georg Weingärtner, dessen Mutter ebenfalls an Demenz erkrankt sei. Liliana, so heißt sie, sagt aus, dass Bernd Lasinger sie geschlagen habe, weil sie mit ihrer verletzten Hand nicht habe arbeiten können. Die monatlich an ihn zu zahlenden 200 Euro habe er trotzdem haben wollen. Weingärtner versichert, dass er erst jetzt erfahre, dass Bernd den Frauen Geld abgenommen habe. Die Kommissare vermuten, dass vom Büro Roggendorf aus ein lukrativer Handel mit illegalen billigen Arbeitskräften aus dem Osten betrieben wird, an dem alle Beteiligten – außer den Frauen – kräftig verdienen. Mit Hilfe einer für eine weitere Person in Aussicht gestellten Generalvollmacht stellen Batic und Leitmayr Roggendorf eine Falle, die auch zuschnappt. Neunzehn Familien in Bayern sind betroffen, was Batic zu der Bemerkung veranlasst, das sei eine Lizenz zum Gelddrucken. So unter Druck geraten, gibt Roggendorf zu, dass er Bernd Lasinger zur Rede habe stellen wollen. Aber da habe der ja schon tot in einer Blutlache auf dem Boden gelegen. Der alte Lasinger könne das bezeugen, er habe ihn doch fast umgerannt. Als sie ihn mit Lasinger konfrontieren, will der alte Mann wissen, wer er überhaupt sei, er kenne ihn nicht. In einem Kissen hat Max Lasinger seinen Schal versteckt, mit dem er seinen Sohn erstickt hat. „Der ist voll Blut“, meint Batic. „Ja, passt schon“, erwidert Max Lasinger.

## Produktion und Hintergrund
Gedreht wurde diese Tatort-Folge vom 21. September bis zum 20. Oktober 2010 in München und Umgebung.
In der Bundesrepublik Deutschland ist nach neuesten Zahlen mit einem Anstieg der Demenz von heute 1,3 Millionen Betroffenen auf voraussichtlich 2,6 Millionen im Jahr 2050 zu rechnen.

## Rezeption

### Kritiken
„Er tut sich schwer gegen die Höchstspannung der Wirklichkeit. Vielleicht beginnt er auch deshalb allzu betulich, weil er sich so sehr auf seine Spitzenbesetzung verlässt.“

„Wirklich spannend ist diesmal nicht die Aufklärung des Mordfalls, spannend ist der Weg, den die Sicht auf den verdächtigen alten Mann nimmt. Während die Kommissare ihn anfangs des Schauspiels verdächtigen (‚Die Waffen der Alten sind ihre Krankheiten‘), ist es ein resignierter Satz der Mutter, der im Gedächtnis bleibt: ‚Das Schlimme an der Krankheit ist, dass man nicht mehr weiß, was wahr ist.‘“

„Pflegenotstand, Familienstress, Geschäftemacherei – so viel Abbildung sozialer Wirklichkeit hätte für drei Filme gereicht. Christian Görlitz […] macht daraus einen Fall, der dennoch nie überladen wirkt. [Fazit:] „Sozialkrimi“ mit superber Besetzung.“

„Der BR [legt] hier eine formvollendete Mixtur vor: Aufklärung, Suspense und böser Witz halten sich die Balance. Als Leitmayr sagt, er würde im Falle, dass er selbst an Demenz erkranke, zur Pistole greifen, erwidert Batic nur: ‚Hoffentlich weißt du dann auch noch, wo du sie hingelegt hast.‘“

„Günther Maria Halmer, mal mit großen Gesten, mal renitent, mal verschmitzt lächelnd, ist die halbe Miete für diesen ‚Tatort‘ um einen verschuldeten Handwerkerhaushalt, in dem auch ein Blick auf die deutsche Pflege-Realität gerichtet wird. Ein anrührendes Krimi-Drama aus der Münchner Vorstadt. […] Halmer endlich mal nicht als Degeto-Senior! Er und Johanna Gastdorf […] als aufopferungsvolle, duldsame Mama Lasinger sind mehr als die halbe Miete in diesem Krimi um einen verschuldeten Handwerker-Haushalt, in dem die Demenz des Großvaters an den Nerven aller zerrt.“

### Einschaltquoten
Die Erstausstrahlung von Gestern war kein Tag am 5. Juni 2011 wurde in Deutschland von 7,90 Millionen Zuschauern gesehen und erreichte einen Marktanteil von 23,7 % für Das Erste. In der Gruppe der 14- bis 49-jährigen Zuschauer konnten 2,41 Millionen Zuschauer und ein Marktanteil von 17,4 % erreicht werden.